# Boksning under sommer-OL 1928
Boksning var med for fjerde gang på det olympiske program ved Sommer OL 1928 i Amsterdam. Der blev i den olympiske bokseturnering bokset i de otte klassiske vægtklasser. I turneringen deltog 179 boksere fra 29 lande. Bokseturneringen blev afviklet i dagene 7.-11. august 1928.

## Danske deltagere
Danmark stillede med seks boksere i turneringen: Aage Fahrenholtz (bantamvægt), Ricardt Madsen (fjervægt), Hans Nielsen (letvægt), Arne Sande (weltervægt), Ingvard Ludvigsen (mellemvægt) og Michael Michaelsen (sværvægt). 
- Aage Fahrenholtz tabte sin første kamp i den indledende runde til den senere bronzevinder fra Sydafrika Harry Isaacs.
- Richard Madsen vandt i den indledende runde over George Kelly fra Irland, men tabte herefter i turneringens første runde til franskmanden Georges Boireau.
- Den forsvarende olympiske mester fra OL i 1924 Hans Nielsen vandt sin første kamp i turneringens første runde over Mathias Sancassiani fra Luxembourg og vandt herefter kvartfinalen med David Baan fra Holland. I semifinalen tabte Nielsen til den senere guldvinder Carlo Orlandi fra Italien. Nielsen tabte kampen om bronzemedaljen til svenskeren Gunnar Berggren, og fik således ikke medalje.
- Arne Sande tabte i indledende runde til Patrick Lenehan fra Irland.
- Ingvar Ludvigsen tabte i indledende runde til den senere guldvinder Piero Toscani fra Italien.
- Michael Michaelsen vandt i turneringens første runde over franskmanden Georges Gardebois, men tabte i næste kamp semifinalen med den senere guldvinder, argentineren Arturo Rodríguez Jurado. Michaelsen blev dog erklæret vinder af kampen om bronze, da nordmanden Sverre Sørsdal ikke kunne stille op. Michaelsen blev således den eneste danske medaljevinder.

## Medaljer efter land
| Medaljer ved sommer-OL 1928 pr. land | Medaljer ved sommer-OL 1928 pr. land | Medaljer ved sommer-OL 1928 pr. land | Medaljer ved sommer-OL 1928 pr. land | Medaljer ved sommer-OL 1928 pr. land | Medaljer ved sommer-OL 1928 pr. land |
| ------------------------------------ | ------------------------------------ | ------------------------------------ | ------------------------------------ | ------------------------------------ | ------------------------------------ |
| Nr.                                  | Land                                 | 1                                    | 2                                    | 3                                    | Total                                |
| 1                                    | Italien                              | 3                                    | 0                                    | 1                                    | 4                                    |
| 2                                    | Argentina                            | 2                                    | 2                                    | 0                                    | 4                                    |
| 3                                    | Holland                              | 1                                    | 0                                    | 1                                    | 2                                    |
| 4                                    | New Zealand                          | 1                                    | 0                                    | 0                                    | 1                                    |
| 4                                    | Ungarn                               | 1                                    | 0                                    | 0                                    | 1                                    |
| 6                                    | USA                                  | 0                                    | 2                                    | 1                                    | 3                                    |
| 7                                    | Sverige                              | 0                                    | 1                                    | 1                                    | 2                                    |
| 8                                    | Frankrig                             | 0                                    | 1                                    | 0                                    | 1                                    |
| 8                                    | Tjekkoslovakiet                      | 0                                    | 1                                    | 0                                    | 1                                    |
| 8                                    | Tyskland                             | 0                                    | 1                                    | 0                                    | 1                                    |
| 11                                   | Danmark                              | 0                                    | 0                                    | 1                                    | 1                                    |
| 11                                   | Belgien                              | 0                                    | 0                                    | 1                                    | 1                                    |
| 11                                   | Canada                               | 0                                    | 0                                    | 1                                    | 1                                    |
| 11                                   | Sydafrika                            | 0                                    | 0                                    | 1                                    | 1                                    |

## Fluevægt(50,802 kg)
| Medalje | Land     | Bokser          |
| ------- | -------- | --------------- |
| Guld    | Ungarn   | Antal Kocsis    |
| Sølv    | Frankrig | Armand Apell    |
| Bronze  | Italien  | Carlo Cavagnoli |

## Bantamvægt(53,525 kg)
| Medalje | Land      | Bokser             |
| ------- | --------- | ------------------ |
| Guld    | Italien   | Vittorio Tamagnini |
| Sølv    | USA       | John Daley         |
| Bronze  | Sydafrika | Harry Isaacs       |

## Fjervægt(57,152 kg)
| Medalje | Land         | Bokser           |
| ------- | ------------ | ---------------- |
| Guld    | Nederlandene | Bep van Klaveren |
| Sølv    | Argentina    | Victor Peralta   |
| Bronze  | USA          | Harold Devine    |

## Letvægt(61,237 kg)
| Medalje | Land    | Udøver          |
| ------- | ------- | --------------- |
| Guld    | Italien | Carlo Orlandi   |
| Sølv    | USA     | Steve Halaiko   |
| Bronze  | Sverige | Gunnar Berggren |

## Weltervægt(66,678 kg)
| Medalje | Land        | Bokser          |
| ------- | ----------- | --------------- |
| Guld    | New Zealand | Ted Morgan      |
| Sølv    | Argentina   | Raul Landini    |
| Bronze  | Canada      | Raymond Smillie |

## Mellemvægt(72,574 kg)
| Medalje | Land            | Bokser           |
| ------- | --------------- | ---------------- |
| Guld    | Italien         | Piero Toscani    |
| Sølv    | Tjekkoslovakiet | Jan Heřmánek     |
| Bronze  | Belgien         | Léonard Steyaert |

## Letsværvægt(79,378 kg)
| Medalje | Land          | Bokser          |
| ------- | ------------- | --------------- |
| Guld    | Argentina ARG | Victor Avendano |
| Sølv    | Tyskland      | Ernst Pistulla  |
| Bronze  | Nederlandene  | Karel Miljon    |

## Sværvægt(over 79,378 kg)
Ifølge den officielle rapport deltog 14 boksere i sværvægtsklassen, men ifølge rapporten kom kun 12 i kamp. 
| Medalje | Land      | Bokser                  |
| ------- | --------- | ----------------------- |
| Guld    | Argentina | Arturo Rodríguez Jurado |
| Sølv    | Sverige   | Nils Ramm               |
| Bronze  | Danmark   | Michael Michaelsen      |